# 신수영
신수영(愼守英, 1461년 ~ 1506년 9월 2일)은 조선 전기의 문신이자 외척이다. 본관은 거창(居昌)으로, 아버지는 영의정 신승선이고, 연산군의 처남이며, 세종대왕의 4남 임영대군 구의 외손이다. 세종, 예종, 연산군, 중종 4대의 외척이 된다.
연산군 때 도감낭청을 시작으로 1500년(연산군 6년) 의빈부경력에서 5품이 되었다가 그해에 동부승지로 발탁되어 우승지, 우부승지, 좌부승지, 우승지를 거쳐 도승지로 발탁되었다. 이후 호조참판, 형조참판, 병조참판을 거쳐 1506년 4월 형조판서 겸 오위도총부도총관이 되었다가 그해 9월의 중종반정으로 타살당했다.

## 생애
아버지는  의정부영의정 신승선이고, 어머니는 세종대왕의 다섯째 아들 임영대군 이구의 딸 중모현주 이씨이다. 세종대왕의 외증손이자 연산군의 처남으로, 연산군의 비 거창군부인 신씨의 오라비가 된다. 신수근의 동생으로, 중종의 첫 부인 단경왕후 신씨의 삼촌이 된다.
의경세자의 후궁 숙의 신씨와는 6촌간이 된다.
그의 부인은 청주한씨로 우의정 양혜공 한백륜의 딸이며, 예종의 계비 안순왕후 한씨의 여동생이며, 제안대군의 이모가 된다. 연산군에게는 처남이면서 제안대군에게는 이모부가 된다. 이들은 부계로는 제안대군이 당숙이 되고 연산군이 조카가 된다.
1498년(연산군 4년) 친형 신수근이 그와 동생 신수겸을 도감낭청(都監郞廳)으로 천거했다가 그해 12월 사헌부장령 김숙정(金淑貞), 정언 최해 등으로부터 논핵당했다. 이후 김숙정, 최해 등으로부터 거듭 논핵당했으나 연산군이 이를 듣지 않았다. 1500년(연산군 6년) 의빈부경력(儀賓府經歷)이 되고 그해 7월 중미(中米) 20석을 하사받았다. 그해 9월 승정원동부승지가 되고 우승지에 임명되었다. 곧 사헌부지평 허정(許禎), 정언 손세옹(孫世雍) 등으로부터 나이도 젊고, 5품으로 승진한지 얼마 안돼 승지가 되었다며 논박당했으나 왕이 이를 듣지 않았다. 그해 9월 윤필상(尹弼商), 한치형(韓致亨), 성준(成俊), 이극균(李克均) 등으로부터 자상하고 명석하며 근신하니 임용할 만한 인물로 천거받았다.
그해 10월 승정원우부승지로 발탁되어 스스로 사직을 청하였으나 왕이 이를 듣지 않았다. 1501년 2월 좌부승지(左副承旨)를 거쳐 우승지, 좌승지에 임명되고 그해 형 우찬성 신수근이 피혐하자 같이 피혐하였으나 왕이 들어주지 않았다. 1501년(션산군 7년) 11월 승지를 거쳐 1502년 1월 도승지(都承旨)가 되었다. 이어 지평 이효돈(李孝敦) 등으로부터 외척이 승정원을 독점했다는 비판을 받았으나 왕이 듣지 않았다. 곧 사직을 청했으나 반려되었다. 
이후 사헌부 등으로부터 여러번 거듭 논계를 받았으나 연산군이 이를 듣지 않았다. 그는 번번히 도승지직을 사직하였으나 연산군이 이를 듣지 않았다. 1502년(연산군 8년) 2월 홍문관과 사간원 등에서도 그의 인사임명이 적절치 못하다는 논박을 받았으나 왕이 이를 듣지 않고, 아버지 신승선의 병을 이유로 1자급 승급시켰다. 그해 5월 29일 아버지 신승선의 죽음으로 사직하였으나, 그해 9월 28일 연산군은 특명을 내려 신수근, 신수영 형제에게 특별히 녹봉을 주었다. 1504년 5월 대전의 내관이 더디 나온 일에 연루되어 신용개 등과 함께 국문을 받고 풀려났다. 곧 장 80대를 속바치고 고신(告身) 3등을 환수당했다가 그해 9월 서용의 명을 받았다.
그해 9월 자헌대부 호조참판이 되고, 10월 형조참판을 거쳐 그해 12월 다시 승지가 되었다. 1505년(연산군 11년) 병조참판이 되고, 곧 명나라에 파견되는 사절에 임명되어 신수근(愼守勤), 신수겸(愼守謙) 등과 함께 연경에 파송되었으나, 연산군의 명으로 그해 6월 취소되었다. 곧 강원도 관찰사로 나갔다가 그해 9월 신수겸(愼守謙)을 대신하여 돈녕부지사에 임명되었다. 그해 11월 연방원제조(聯芳院提調)가 되었다. 
1506년(연산군 12년) 4월 이조판서 김수동(金壽童)이 모친상을 당하자 곧 그해 4월 6일의 승진인사로 형조판서에 임명되었다. 이후 정헌대부로 승진하여 겸 오위도총부도총관을 겸하였다. 이해 9월 12일 중종반정(中宗反正) 때 거창군부인 신씨에 대한 의리를 저버리지 않은 신수근(愼守勤)이 반정군에게 살해당할 때, 그도 신수겸(愼守謙) 등과 함께 반정군에 의해 타살되었다.
시신은 경기도 양주군 신혈면 서리동 자좌에 안장되었다.

## 가족 관계
- 할아버지 : 신전(愼詮)
- 아버지 : 신승선
- 어머니 : 중모현주 전주이씨, 임영대군 구의 딸
  - 형 : 신수근
    - 조카딸 : 단경왕후 신씨, 중종의 정비

  - 누이 : 거창군부인 신씨
  - 매부 : 연산군
- 부인 : 청주한씨, 우의정 양혜공 한백륜의 딸

- 장인 : 한백륜
  - 처형 : 안순왕후 한씨, 예종의 계비
  - 외당숙&손윗동서 : 예종
    - 처조카 : 제안대군 현
- 외할아버지 : 임영대군 구

## 같이 보기
- 임영대군
- 신승선
- 신수근
- 중모현주
- 거창군부인
- 제안대군

## 참고 문헌
- 연산군일기
- 중종실록